# Katsuni
Кацуни (Katsuni, урождённая Селин Жоэль Тран, фр. Céline Joëlle Tran; родилась 9 апреля, 1979 года, Лион, Франция) — французская порноактриса вьетнамского происхождения. Ранее использовала псевдоним Кацуми.

## Биография

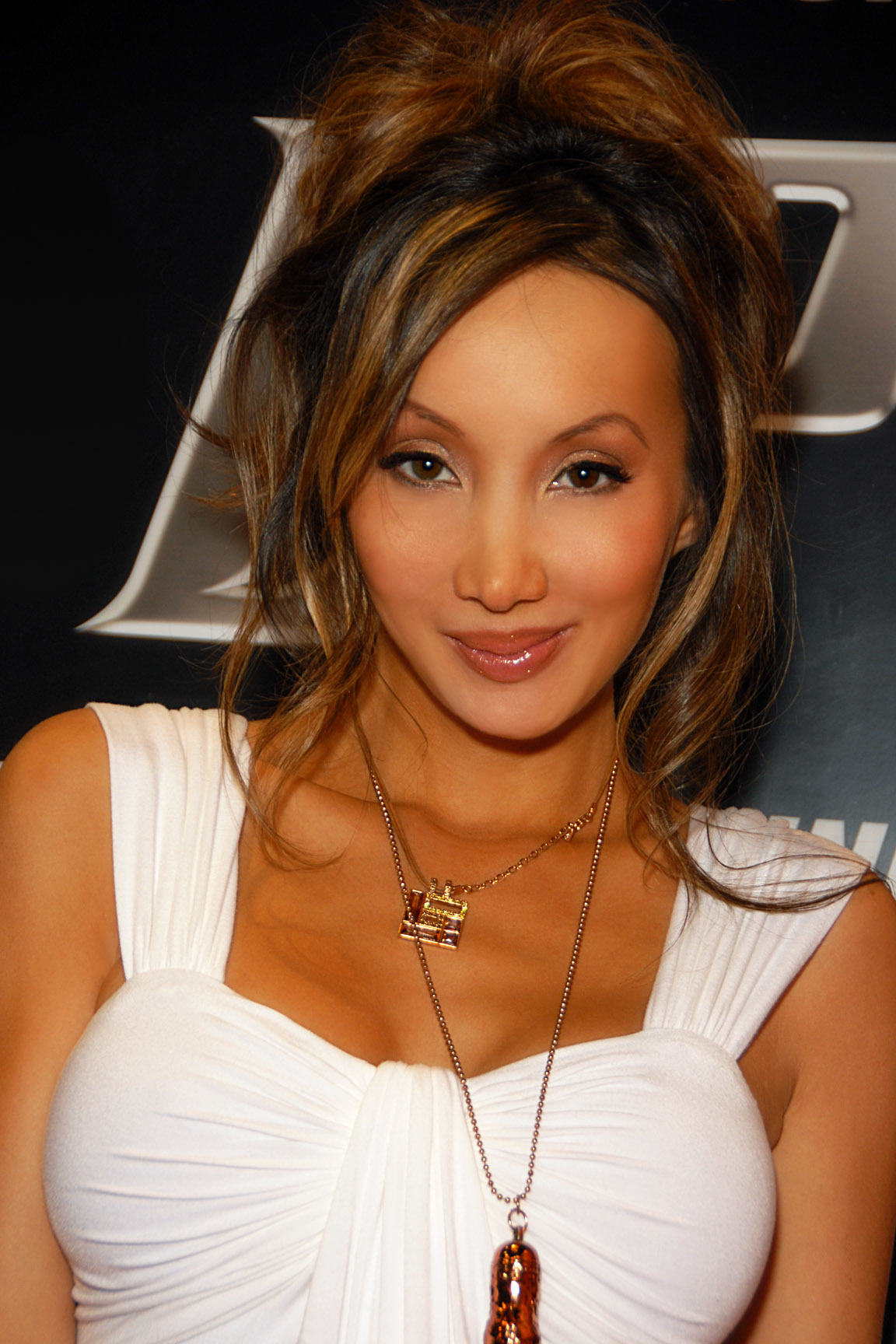
В Лас-Вегасе 7 января 2010 года на вручении AVN Awards

У Кацуни французско-вьетнамские корни. Её отец — вьетнамец, а семья матери — французы. Бегло говорит и на английском и французском языках.
Дебютировала в порноиндустрии в 2001 году, в возрасте около 23 лет, и с тех пор снялась более чем в 200 фильмах. В декабре 2006 года, Кацуни подписала эксклюзивный исполняющий контракт с Digital Playground. Первоначально использовала сценический псевдоним «Кацуми» (общее имя для обоих полов, в Японии), но оно было запрещено к использованию французским судьей в январе 2007 года, после жалобы женщины по имени Мари Кацуми, которая предъявила иск из-за сходства с её собственным именем. В октябре 2007 года Кацуни была оштрафована на 20 000 евро за нарушение запрета на использование имени «Кацуми».

### Порнокарьера

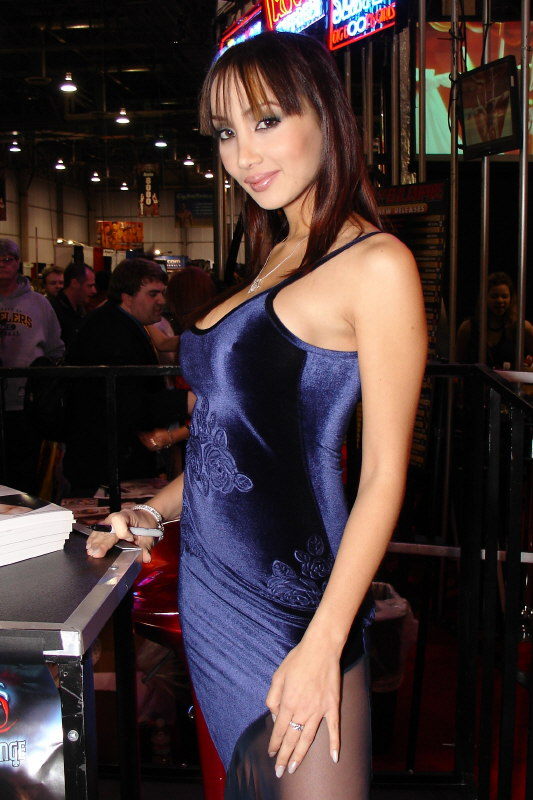
Katsuni на AVN Expo 2007

В 18 лет Кацуни начала учёбу в Институте политических исследований в Гренобле, а затем приняла решение обратиться к современной литературе и получить степень профессора литературы. Выступала в качестве Go-Go танцовщицы в ночных клубах, где её заметил фотограф журнала Penthouse, предложивший ей фотосессию. Она решает попробовать себя в порноиндустрии и заключает свой первый контракт в качестве модели Penthouse, продолжая учёбу в институте. Снялась в своем первом фильме в 2001 году (режиссёр Ален Пайе). В 2002 году подписала эксклюзивный контракт со студией Colmax, снимаясь в фильмах Кристофа Мурте. Также снялась в нескольких секс-телесериалах и в нескольких клипах, в том числе «Funky Maxime» группы Doc Gynéco, а также в качестве VIP танцовщицы в ночных клубах.
В том же году, после участия в приблизительно двадцати фильмах, она разрывает контракт с Colmax, решает начать международную карьеру и уезжает в США. Там она играет главным образом в гонзо фильмах, в особенности когда те предполагают садомазохизм и анальный секс. Она также снимает свои первые фильмы с большим бюджетом для компаний Vivid, Ninn Worx, Wicked Pictures и Digital Playground.
В 2006, она принимает участие в коллективном фильме компании Destricted, под названием «We fuck alone», снятый Гаспаром Ноэ, мировая премьера которого состоялась на фестивалях «Сандэнс» и Каннском кинофестивале 2006 года. Затем Рокко Сиффреди пригласил её сыграть в своём последнем фильме, в качестве актёра, «Fashionistas Safado: The Challenge».
В мае 2006 года она вставляет в грудь имплантаты, увеличив её размер от 85B до 90D. Её первым фильмом с новой грудью был «French conneXion», снятый Марком Дорселем в начале 2007 года. Кроме того, Кацуни позировала для обложки «Marquis», фетиш журнала. В начале 2007 года она также подписала эксклюзивный контракт с одним из ведущих производителей порнофильмов в США — компанией Digital Playground.
С 2002 по 2008 год, Кацуни удостоилась не менее 29 международных наград, и получила международное признание в порнобизнесе, но она была оштрафована за использование своего псевдонима, по решению суда Créteil, в январе 2007 года. Молодая женщина, Мари Кацуми (англ. Mary Katsumi), подала иск в конце 2006 года на свою тёзку из-за вызванных ею отрицательные последствий. После этого, последняя взяла псевдоним Кацуни. В сентябре 2007 года ей было предписано выплатить € 20 000 за нарушение этого запрета, в течение сорока дней после решения суда.
Кацуни продолжает свою деятельность в качестве порноактрисы и делает карьеру в качестве танцовщицы, выступая на сцене во Франции, Италии и США. Она начала карьеру в качестве продюсера и режиссёра, управляя собственной продюсерской компанией в Соединенных Штатах.
В июле 2008 года вышел фильм «Katsuni, My Fucking Life», снятый Марком Дорселем. Документальный фильм продолжительностью четыре часа, демонстрирует её жизнь на протяжении года, во время съемок фотосессий и порнографических сцен и в её повседневной, частной жизни в Лас-Вегасе.
В 2009 году в Лас-Вегасе, Кацуни была номинирована на премию Best Adult Entertainer of the Year, за работу в качестве танцовщицы в американских клубах. В октябре 2009 года сотрудничала с обществом Wild Side, содействуя выпуску азиатской комедии «Crazy Lee» на DVD. Кроме того, на официальной церемонии Hot d'Or 20 октября 2009 в парижском Зале Ваграм, где награждали величайших звёзд порноиндустрии, Кацуни получила 3 приза Hot d’Or.
24 октября того же года, она участвовала в передаче, «On n’est pas couché» Лорана Рюкье на канале France 2, где обсуждала с журналистом Эриком Земмуром и литературным критиком Эриком Нолло будущее порноиндустрии.
В 2011 году журнал Complex поставил её на 3-е место в списке «50 самых сексуальных азиатских порнозвёзд всех времен».
На 2013 год снялась в 385 порнофильмах.
14 августа 2013 года объявила об уходе из порноиндустрии.

### Боевые искусства
После ухода из порноиндустрии уже под своим настоящим именем она занялась обычной кинокарьерой, снявшись в нескольких короткометражных фильмах, в том числе и в боевике-экранизации комиксов Doggybags. В связи со съёмками она стала активно заниматься боевыми искусствами: обучалась у каскадёров классическому боксу и индонезийскому боевому искусству пенцак силат, а также владению катаной и стрельбе. Имеет 2-й дан по карате и 1-й дан по тхэквондо, на собственном канале на YouTube выкладывает уроки по самообороне. Помимо этого, Селин занимается воздушной гимнастикой.

## Премии и номинации

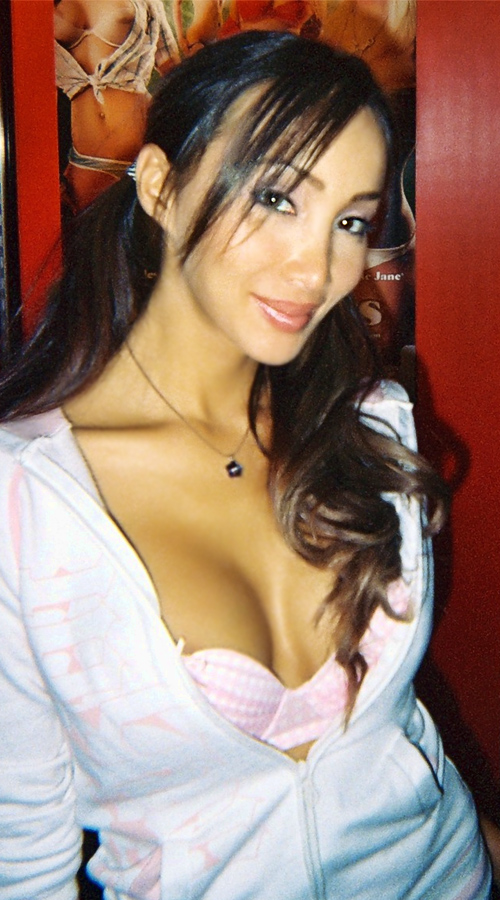
Katsuni в салоне Venus, Берлин (2007)

| Год  | Церемония                          | Категория                                         | Работа | Результат |
| ---- | ---------------------------------- | ------------------------------------------------- | --- | --------- |
| 2002 | FICEB Ninfa Award                  | Лучшая старлетка                                  | L'Affaire Katsumi – Marc Dorcel / Международная киногруппа                                                      | Победа    |
| 2004 | European X Award                   | Лучшая актриса (Франция)                          | | Победа    |
| 2004 | AVN Award                          | Лучшая сцена анального секса                      | Multiple P.O.V. (с Gisselle & Michael Stefano)                                                                  | Победа    |
| 2004 | AVN Award                          | Лучшая иностранная исполнительница года           | | Номинация |
| 2004 | AVN Award                          | Лучшая сексуальная сцена в зарубежной постановке  | L'Affaire Katsumi                                                                                               | Победа    |
| 2004 | FICEB Ninfa Award                  | Лучшая актриса                                    | PokerWom | Победа    |
| 2004 | FICEB Ninfa Award                  | Лучшая лесбийская сцена                           | Las reinas de la noche – Международная киногруппа                                                               | Победа    |
| 2004 | FICEB Ninfa Award                  | Лучшая анальная последовательность                | Slam it – In deeper                                                                                             | Победа    |
| 2004 | XRCO Award                         | Лучшая парная сексуальная сцена                   | Lex Steele XXX 3                                                                                                | Победа    |
| 2004 | Venus Award                        | Лучшая европейская актриса                        | | Победа    |
| 2005 | AVN Award                          | Лучшая иностранная исполнительница года           | | Победа    |
| 2005 | AVN Award                          | Лучшая сцена анального секса                      | Lex Steele XXX 3                                                                                                | Победа    |
| 2005 | AVN Award                          | Лучшая сцена группового секса                     | Dual Identity                                                                                                   | Победа    |
| 2005 | AVN Award                          | Лучший зарубежный полнометражный секс-релиз       | Lost Angels: Katsumi                                                                                            | Победа    |
| 2005 | FICEB Ninfa Award                  | Лучшая актриса                                    | Who Fucked Rocco                                                                                                | Победа    |
| 2006 | AVN Award                          | Лучшая иностранная исполнительница года           | | Победа    |
| 2006 | AVN Award                          | Лучший интерактивный DVD                          | Virtual Katsuni                                                                                                 | Победа    |
| 2006 | AVN Award                          | Лучшая сцена анального секса                      | Cumshitters | Победа    |
| 2006 | AVN Award                          | Лучшая сцена стриптиза                            | Ass Worship 7                                                                                                   | Победа    |
| 2006 | Venus Paris Fair / Euroline Awards | Лучшая актриса (Франция)                          | | Победа    |
| 2007 | AVN Award                          | Лучшая иностранная исполнительница года           | | Победа    |
| 2007 | AVN Award                          | Лучшая актриса второго плана (Видео)              | Fashionistas Safado — The Challenge                                                                             | Победа    |
| 2007 | AVN Award                          | Лучшая сцена группового секса (Фильм)             | FUCK (с Carmen Hart, Кирстен Прайс, Mia Smiles, Эриком Мастерсоном, Chris Cannon, Томми Ганном и Рэнди Спирсом) | Победа    |
| 2007 | AVN Award                          | Лучшая сцена лесбийского секса (Фильм)            | FUCK (с Джессикой Дрейк, Felecia, Clara G.)                                                                     | Победа    |
| 2007 | Ninfa Award                        | Лучшая женская роль                               | French Connection                                                                                               | Победа    |
| 2008 | Ninfa Award                        | Самая оригинальная сексуальная сцена              | The Fashionistas Safado Berlin 1                                                                                | Победа    |
| 2008 | AVN Award                          | Лучшая зарубежная сексуальная сцена               | Furious Fuckers Final Race                                                                                      | Победа    |
| 2008 | AVN Award                          | Лучшая сцена секса втроём                         | Fashionistas Safado: Berlin                                                                                     | Победа    |
| 2009 | Hot d'Or                           | Лучшая французская актриса                        | Pirates II: Stagnetti’s Revenge                                                                                 | Победа    |
| 2009 | Hot d'Or                           | Лучший актерский блок                             | | Победа    |
| 2011 | AVN Award                          | Лучшая сцена лесбийского группового секса         | Body Heat | Победа    |
| 2011 | AVN Award                          | Самая дикая сексуальная сцена (по версии фанатов) | Body Heat | Победа    |
| 2011 | XBIZ Award                         | Лучшая иностранная исполнительница года           | | Победа    |
| 2012 | XBIZ Award                         | Кроссовер-звезде года                             | | Победа    |

## Избранная фильмография

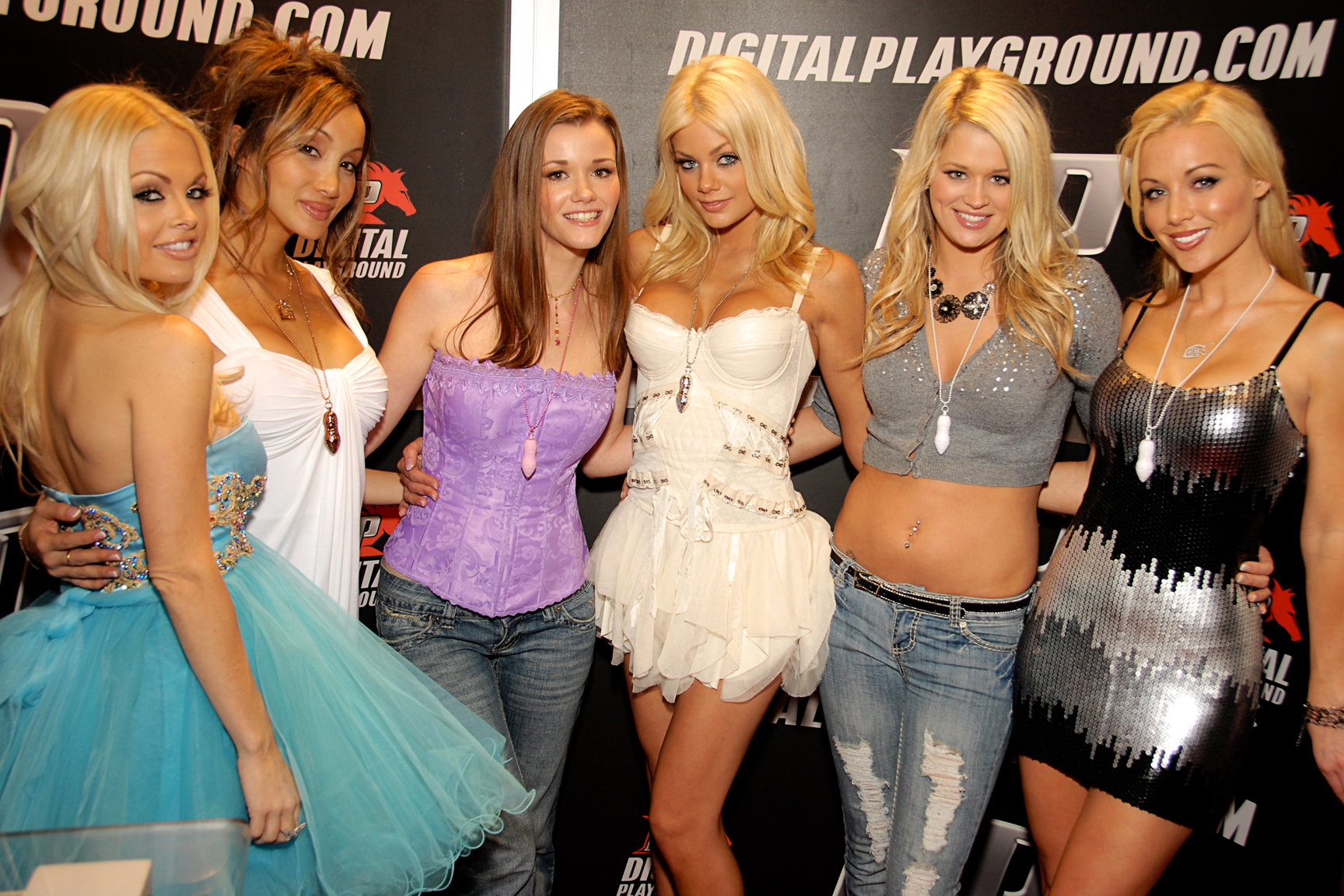
Кацуни (вторая слева) среди других актрис Digital Playground, на AVN Expo 2010

- Lascars: Voix de Brigitte, l’actrice X.
- L’Affaire Katsumi
- Katsumi et Nomi à Los Angeles
- Katsumi a l'école des sorcières
- Katsumi a l'école des infirmières
- En toute intimité
- Infirmière de charme
- Katsumi superstar
- La nymphomane
- Le Palais Des Phantasmes
- Urgences
- My Fucking life
- Nurses
- French conneXion
- Пираты II: Месть Стагнетти